# Aeroporto Internazionale di Porto Velho
L'Aeroporto Internazionale di Porto Velho-Governador Jorge Teixeira de Oliveira (in portoghese Aeroporto Internacional de Porto Velho – Governador Jorge Teixeira de Oliveira) è uno scalo aereo brasiliano che serve la città di Porto Velho, capitale dello stato di Rondônia.
Dal 3 luglio 2002 è intitolato Jorge Teixeira de Oliveira, primo governatore dello stato di Rondônia.

## Storia
Fu aperto il 16 aprile 1969, andando a rimpiazzare l'aeroporto di Caiari. Gestito precedentemente da Infraero, il 7 aprile 2021 Vinci ha vinto una concessione trentennale per la gestione della struttura.